# ディヴァイン
ディヴァイン（Divine、本名：Harris Glenn Milstead、1945年10月19日 – 1988年3月7日）は、アメリカ合衆国メリーランド州出身の俳優・歌手。
体重100kgを超える巨体のドラァグ・クイーン姿でジョン・ウォーターズの低予算映画に登場し、強烈な印象を残した。

## 来歴

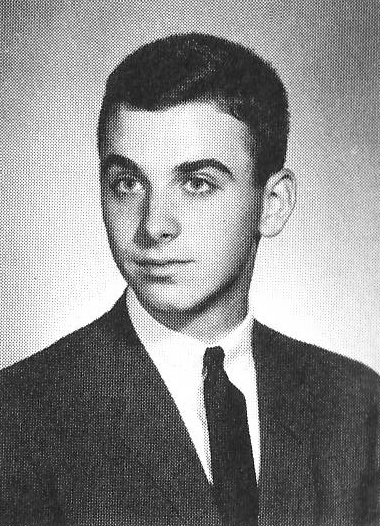
17歳の時の写真（高校の卒業アルバムより）

子供の頃から体格がよく、女っぽかったために学校ではよくいじめられていたという。ボルチモアの高校在学中に、後に映画監督となるジョン・ウォーターズに出会っている。1966年、初めてウォーターズの作品に出演することになり、「ディヴァイン」というキャラクターが作られることになった。特に『ピンク・フラミンゴ』では、「世界一下品なのは誰か」を競い合うというストーリーで、ディヴァインが犬の糞を食べるシーンは有名。この作品はその悪趣味さから、現在ではカルトムービーとなっている。
しかし、後にディヴァインはこのキャラクターから抜け出したいと思うようになり、『ヘアスプレー』などではドラァグ・クイーンでない役で出演している。
1980年代には歌手としても活躍、ストック・エイトキン・ウォーターマンがプロデュースした1984年の "You Think You're a Man" はイギリスのヒットチャート20に入り、アメリカやヨーロッパなどのクラブをツアーして回った。日本ではアルファレコードから多くの作品が発売されていた。
その一方、肥満から睡眠時無呼吸症候群に陥ったり、鬱に悩まされたりしていたという。
1988年、睡眠中に心臓発作を起こし死去。
2013年に、ドキュメンタリー映画「I Am Divine」が製作・公開された。

## 主な出演作品
- おまえのメーキャップを食え Eat Your Makeup (1968)
- モンド・トラッショ Mondo Trasho (1969)
- マルチプル・マニアックス Multiple Maniacs (1970)
- ピンク・フラミンゴ Pink Flamingos (1972)
- フィメール・トラブル Female Trouble (1974)
- タリー・ブラウン、ニューヨーク Tally Brown, New York (1978)
- ポリエステル Polyester (1981)
- ラスト・イン・ザ・ダスト Lust in the Dust (1984)
- トラブル・イン・マインド Trouble in Mind (1985)
- テレクラ殺人事件 Out of the Dark (1988)
- ヘアスプレー Hairspray (1988)

## 書籍
- 聖ディヴァイン（1996年、著：バーナード・ジェイ、青土社） ISBN 4791754484